# Kölaby socken
Kölaby socken i Västergötland ingick i Redvägs härad, ingår sedan 1974 i Ulricehamns kommun och motsvarar från 2016 Kölaby distrikt.
Socknens areal är 32,45 kvadratkilometer varav 32,02 land. År 2000 fanns här 473 invånare.  Tätorten Trädet samt sockenkyrkan Kölaby kyrka ligger i socknen. 

## Administrativ historik
Socknen har medeltida ursprung. 
Vid kommunreformen 1862 övergick socknens ansvar för de kyrkliga frågorna till Kölaby församling och för de borgerliga frågorna bildades Kölaby landskommun. Landskommunen uppgick 1952 i Redvägs landskommun som upplöstes 1974 då denna del uppgick i Ulricehamns kommun. Församlingen uppgick 2006 i Redvägs församling.
1 januari 2016 inrättades distriktet Kölaby, med samma omfattning som församlingen hade 1999/2000.  
Socknen har tillhört län, fögderier, tingslag och domsagor enligt vad som beskrivs i artikeln Redvägs härad. De indelta soldaterna tillhörde Älvsborgs regemente, Redvägs kompani och Västgöta regemente, Vartofta kompani.

## Geografi
Kölaby socken ligger söder om Falköping kring Ätran. Socknen har odlingsbygd i ådalen och är i övrigt en kuperad skogsbygd.

## Fornlämningar
Lösfynd och en hällkista från stenåldern är funna. Från bronsåldern finns gravrösen, skålgropsförekomster och stensättningar. Från järnåldern finns 15 gravfält. Tre runstenar har påträffats vid kyrkan.
Det finns flera fornlämningar i Kölaby socken. (Kartversion.)

## Namnet
Namnet skrevs 1358 Kyläby och kommer från kyrkbyn. Efterleden är by, 'by; gård'. Förleden kan innehålla kylr, 'kyla' syftande på frostländig mark.